# RQ-6 (航空機)
RQ-6 アウトライダー（Outrider,英語でオートバイや馬に乗った護衛や騎馬従者の意）は、リアルタイムで近距離の、偵察、監視、目標捕捉(RSTA)情報をアメリカ海兵隊の地上/航空タスクフォース、アメリカ陸軍の旅団および展開したアメリカ海軍の部隊に提供する目的で設計された無人航空機（UAV）である。地上システムは2台のハンヴィーと1台のトレーラーだけで、C-130輸送機1機で輸送できた。
アウトライダーの開発は1996年に始まり、1999年に中止された。

## スペック
- 任務： 偵察、監視、目標捕捉(RSTA)
- 製作： アライアント・テックシステムズ
- エンジン： マックロック4気筒プッシャー・プロップ
- 全長： 3 m (9 ft 10 in)
- 全高： 1.5 m (5 ft 1 in)
- 重量： 175 kg (385 lb)
- 翼幅： 3.4 m (11 ft 1 in)
- 速度： 110 knots (204 km/h)
- 滞空時間： 4.9時間200 km、7.2時間、50 km
- 最高高度： 4,600 m (15,000 ft)
- 最大燃料搭載量： 32リットル